# Divizia A1 (pallavolo femminile)
La Divizia A1 è la massima serie del campionato rumeno di pallavolo femminile: al torneo partecipano dodici squadre di club rumene e la squadra vincitrice si fregia del titolo di campione di Romania.

## Albo d'oro
| 1949-50 Dettagli | Locomotiva Bucarest   | -                  | -                      |               |               |
| 1950-51 Dettagli | Progresul Bucarest    | -                  | -                      |               |               |
| 1951-52 Dettagli | Progresul Bucarest    | -                  | -                      |               |               |
| 1952-53 Dettagli | Progresul Bucarest    | -                  | -                      |               |               |
| 1953-54 Dettagli | Știința Bucarest      | -                  | -                      |               |               |
| 1954-55 Dettagli | Progresul Bucarest    | -                  | -                      |               |               |
| 1955-56 Dettagli | Progresul Bucarest    | -                  | -                      |               |               |
| 1956-57 Dettagli | Dinamo Bucarest       | -                  | -                      |               |               |
| 1957-58 Dettagli | Dinamo Bucarest       | -                  | -                      |               |               |
| 1958-59 Dettagli | Rapid Bucarest        | -                  | -                      |               |               |
| 1959-60 Dettagli | Dinamo Bucarest       | -                  | -                      |               |               |
| 1960-61 Dettagli | Dinamo Bucarest       | -                  | -                      |               |               |
| 1961-62 Dettagli | Dinamo Bucarest       | -                  | -                      |               |               |
| 1962-63 Dettagli | Dinamo Bucarest       | -                  | -                      |               |               |
| 1963-64          | Non disputato         | Non disputato      | Non disputato          | Non disputato | Non disputato |
| 1964-65 Dettagli | Rapid Bucarest        | -                  | -                      |               |               |
| 1965-66 Dettagli | Dinamo Bucarest       | -                  | -                      |               |               |
| 1966-67 Dettagli | Dinamo Bucarest       | -                  | -                      |               |               |
| 1967-68 Dettagli | Rapid Bucarest        | -                  | -                      |               |               |
| 1968-69 Dettagli | Dinamo Bucarest       | -                  | -                      |               |               |
| 1969-70 Dettagli | Penicilina Iași       | -                  | -                      |               |               |
| 1970-71 Dettagli | Penicilina Iași       | -                  | -                      |               |               |
| 1971-72 Dettagli | Rapid Bucarest        | -                  | -                      |               |               |
| 1972-73 Dettagli | Rapid Bucarest        | -                  | -                      |               |               |
| 1973-74 Dettagli | Rapid Bucarest        | -                  | -                      |               |               |
| 1974-75 Dettagli | Dinamo Bucarest       | -                  | -                      |               |               |
| 1975-76 Dettagli | Dinamo Bucarest       | -                  | -                      |               |               |
| 1976-77 Dettagli | Dinamo Bucarest       | -                  | -                      |               |               |
| 1977-78 Dettagli | Dinamo Bucarest       | -                  | -                      |               |               |
| 1978-79 Dettagli | Dinamo Bucarest       | -                  | -                      |               |               |
| 1979-80 Dettagli | Dinamo Bucarest       | -                  | -                      |               |               |
| 1980-81 Dettagli | Dinamo Bucarest       | -                  | -                      |               |               |
| 1981-82 Dettagli | Dinamo Bucarest       | -                  | -                      |               |               |
| 1982-83 Dettagli | Dinamo Bucarest       | -                  | -                      |               |               |
| 1983-84 Dettagli | Dinamo Bucarest       | -                  | -                      |               |               |
| 1984-85 Dettagli | Dinamo Bucarest       | Oţelul Galaţi      | Farul Constanța        |               |               |
| 1985-86 Dettagli | Universitatea Craiova | -                  | -                      |               |               |
| 1986-87 Dettagli | Universitatea Craiova | -                  | -                      |               |               |
| 1987-88 Dettagli | Universitatea Craiova | Dinamo Bucarest    | Flacara Roşie Bucarest |               |               |
| 1988-89 Dettagli | Dinamo Bucarest       | CSC Râmnicu Vâlcea | Universitatea Craiova  |               |               |
| 1989-90 Dettagli | Universitatea Craiova | -                  | -                      |               |               |
| 1990-91 Dettagli | Universitatea Craiova | -                  | -                      |               |               |
| 1991-92 Dettagli | Rapid Bucarest        | -                  | -                      |               |               |
| 1992-93 Dettagli | Rapid Bucarest        | -                  | -                      |               |               |
| 1993-94 Dettagli | Rapid Bucarest        | -                  | -                      |               |               |
| 1994-95 Dettagli | Rapid Bucarest        | -                  | -                      |               |               |
| 1995-96 Dettagli | Rapid Bucarest        | -                  | -                      |               |               |
| 1996-97 Dettagli | Rapid Bucarest        | -                  | -                      |               |               |
| 1997-98 Dettagli | Universitatea Bacău   | -                  | -                      |               |               |
| 1998-99 Dettagli | Rapid Bucarest        | -                  | -                      |               |               |
| 1999-00 Dettagli | Rapid Bucarest        | -                  | -                      |               |               |
| 2000-01 Dettagli | Rapid Bucarest        | -                  | -                      |               |               |
| 2001-02 Dettagli | Rapid Bucarest        | -                  | -                      |               |               |
| 2002-03 Dettagli | Piatra Neamț          | -                  | -                      |               |               |
| 2003-04 Dettagli | Rapid Bucarest        | -                  | -                      |               |               |
| 2004-05 Dettagli | Știința Bacău         | -                  | -                      |               |               |
| 2005-06 Dettagli | Rapid Bucarest        | Știința Bacău      | Dinamo Bucarest        |               |               |
| 2006-07 Dettagli | Metal Galați          | Dinamo Bucarest    | Știința Bacău          |               |               |
| 2007-08 Dettagli | Metal Galați          | Dinamo Bucarest    | Știința Bacău          |               |               |
| 2008-09 Dettagli | Metal Galați          | Tomis Constanța    | Dinamo Bucarest        |               |               |
| 2009-10 Dettagli | Metal Galați          | Tomis Constanța    | Dinamo Bucarest        |               |               |
| 2010-11 Dettagli | Tomis Constanța       | Știința Bacău      | Dinamo Bucarest        |               |               |
| 2011-12 Dettagli | Tomis Constanța       | Știința Bacău      | Dinamo Bucarest        |               |               |
| 2012-13 Dettagli | Știința Bacău         | Dinamo Bucarest    | Tomis Constanța        |               |               |
| 2013-14 Dettagli | Știința Bacău         | Dinamo Bucarest    | Alba-Blaj              |               |               |
| 2014-15 Dettagli | Alba-Blaj             | Târgoviște         | CSM Bucarest           |               |               |
| 2015-16 Dettagli | Alba-Blaj             | Târgoviște         | CSM Bucarest           |               |               |
| 2016-17 Dettagli | Alba-Blaj             | CSM Bucarest       | Târgoviște             |               |               |
| 2017-18 Dettagli | CSM Bucarest          | Alba-Blaj          | Știința Bacău          |               |               |
| 2018-19 Dettagli | Alba-Blaj             | CSM Bucarest       | Târgoviște             |               |               |
| 2019-20 Dettagli | Alba-Blaj             | Dinamo Bucarest    | Târgoviște             |               |               |
| 2020-21 Dettagli | Târgoviște            | Alba-Blaj          | Dinamo Bucarest        |               |               |
| 2021-22 Dettagli | Alba-Blaj             | Târgoviște         | Voluntari              |               |               |
| 2022-23 Dettagli | Alba-Blaj             | Târgoviște         | Lugoj                  |               |               |
| 2023-24 Dettagli | Voluntari             | Alba-Blaj          | Rapid Bucarest         |               |               |

## Palmarès
| Squadra               | Titolo | Edizione |
| --------------------- | ------ | --- |
| Dinamo Bucarest       | 21     | 1956-57, 1957-58, 1959-60, 1960-61, 1961-62, 1962-63, 1965-66, 1966-67, 1968-69, 1974-75, 1975-76, 1976-77, 1977-78, 1978-79, 1979-80, 1980-81, 1981-82, 1982-83, 1983-84, 1984-85, 1988-89 |
| Rapid Bucarest        | 19     | 1949-50, 1958-59, 1964-65, 1967-68, 1971-72, 1972-73, 1973-74, 1991-92, 1992-93, 1993-94, 1994-95, 1995-96, 1996-97, 1998-99, 1999-00, 2000-01, 2001-02, 2003-04, 2005-06                   |
| Alba-Blaj             | 7      | 2014-15, 2015-16, 2016-17, 2018-19, 2019-20, 2021-22, 2022-23 |
| Progresul Bucarest    | 5      | 1950-51, 1951-52, 1952-53, 1954-55, 1955-56 |
| Universitatea Craiova | 5      | 1985-86, 1986-87, 1987-88, 1989-90, 1990-91 |
| Știința Bacău         | 4      | 1997-98, 2004-05, 2012-13, 2013-14 |
| Metal Galați          | 4      | 2006-07, 2007-08, 2008-09, 2009-10 |
| Penicilina Iași       | 2      | 1969-70, 1970-71 |
| Tomis Constanța       | 2      | 2010-11, 2011-12 |
| Știința Bucarest      | 1      | 1953-54 |
| Piatra Neamț          | 1      | 2002-03 |
| CSM Bucarest          | 1      | 2017-18 |
| Târgoviște            | 1      | 2020-21 |
| Voluntari             | 1      | 2023-24 |